# Рашков (Ивано-Франковская область)
Ра́шков (укр. Рашків) — село в Городенковской городской общине Коломыйского района Ивано-Франковской области Украины.
Население по переписи 2001 года составляло 1006 человек. Занимает площадь 10,777 км². Почтовый индекс — 78122. Телефонный код — 03430.